# Felix Andries Vening Meinesz

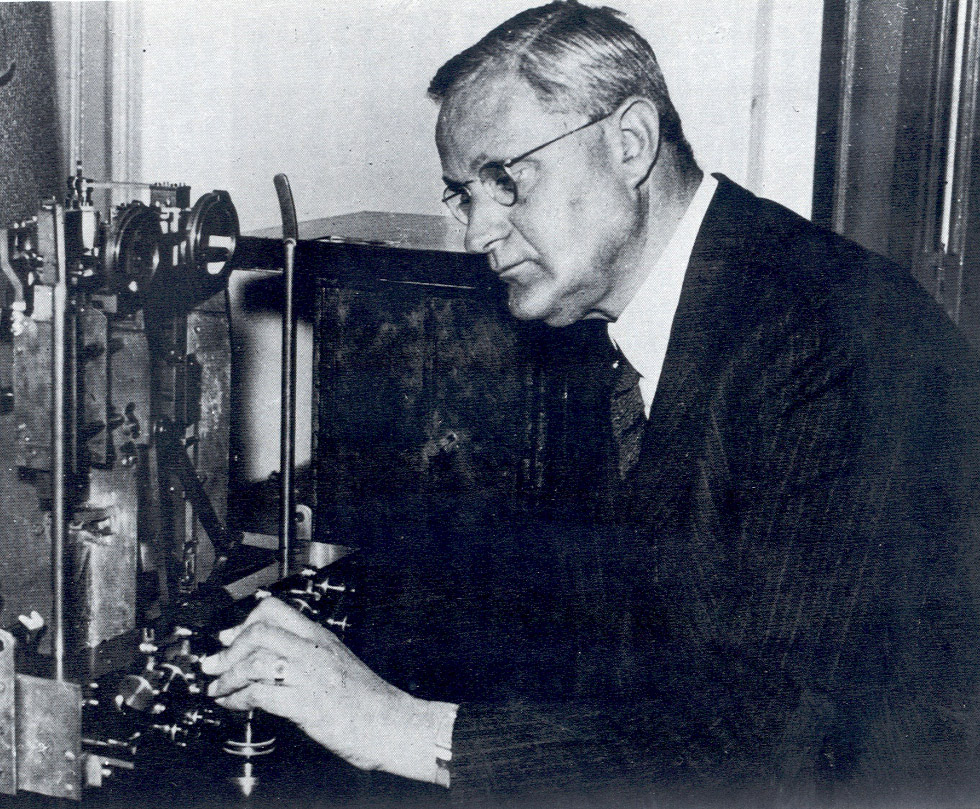
Felix Andries Vening Meinesz.

Felix Andries Vening Meinesz, född den 30 juli 1887 i Haag, död den 10 augusti 1966 in Amersfoort, var en nederländsk fysiker, geodet och geofysiker. 
Meinesz var professor vid universitetet i Utrecht.

## Priser och utmärkelser
- 1963 Wollastonmedaljen
- 1945 Penrosemedaljen